# Keskenymellű iszapteknős
A keskenymellű iszapteknős (Kinosternon angustipons) a hüllők (Reptilia) osztályába  és a teknősök (Testudines) rendjébe és az iszapteknősfélék (Kinosternidae) családjába tartozó faj.

## Előfordulása
Közép-Amerikában, Costa Rica, Nicaragua, és Panama területén honos.

## Megjelenése
Testhossza 12 centiméter.